# Guido Rodríguez
Guido Rodríguez (sinh ngày 12 tháng 4 năm 1994) là một cầu thủ bóng đá chuyên nghiệp người Argentina hiện đang thi đấu ở vị trí tiền vệ phòng ngự cho câu lạc bộ Premier League West Ham United và đội tuyển bóng đá quốc gia Argentina.

## Sự nghiệp câu lạc bộ

### River Plate
Rodríguez bắt đầu sự nghiệp của mình tại River Plate. Vào ngày 9 tháng 10 năm 2014, Rodríguez ra mắt River Plate trong trận tứ kết Copa Argentina gặp Rosario Central. Anh gắn bó với câu lạc bộ cho đến năm 2016. Trong suốt thời gian đó, anh đã phải vật lộn để có được thời gian chơi khi chỉ ra sân 16 lần ở giải đấu và hai lần ở Copa Argentina.

#### Cho mượn tại Defensa y Justicia
Rodríguez sau đó được cho mượn tại Defensa y Justicia vào năm 2016 và ra sân 15 lần ra sân ở giải đấu.

### Tijuana
Vào mùa hè năm 2016, Rodríguez gia nhập câu lạc bộ México Club Tijuana. Anh đã ra sân 39 lần trong giải đấu và ghi năm bàn thắng.

### Club América
Vào ngày 7 tháng 7 năm 2017, Rodríguez gia nhập Club América với một hợp đồng trị giá 7 triệu đô la. Anh tái hợp với cựu huấn luyện viên Tijuana là Miguel Herrera. Vào tháng 7 năm 2019, sau khi giúp Club América vô địch Apertura 2018, Rodríguez đã giành Quả bóng vàng México.

### Real Betis
Vào ngày 14 tháng 1 năm 2020, Rodríguez chuyển đến châu Âu và ký hợp đồng với câu lạc bộ La Liga Real Betis mặc dù hợp đồng của anh với Club América còn sáu tháng. Vào ngày 8 tháng 7 năm 2020, sau khi hứng nhận những chỉ trích ban đầu tại Betis, Rodríguez đã ghi bàn thắng đầu tiên cho câu lạc bộ chỉ sau bốn phút trong chiến thắng 3–0 trước Osasuna. Trong mùa giải trọn vẹn thứ hai tại câu lạc bộ, Rodríguez đã giành chức vô địch Copa del Rey 2021–22 và chơi trọn vẹn 120 phút trong trận chung kết gặp Valencia. Sau khi mùa giải 2023–24 kết thúc, Rodríguez rời Real Betis sau khi hợp đồng của anh với câu lạc bộ hết hạn.

### West Ham United
Vào ngày 6 tháng 8 năm 2024, Rodríguez gia nhập câu lạc bộ West Ham United tại Giải bóng đá Ngoại hạng Anh theo dạng chuyển nhượng tự do.

## Sự nghiệp quốc tế
Vào ngày 9 tháng 6 năm 2017, Rodríguez được triệu tập lên đội tuyển quốc gia Argentina lần đầu tiên cho trận giao hữu với Brasil tại Melbourne. Anh vào sân thay cho Paulo Dybala trong chiến thắng 1–0 của Argentina.
Vào tháng 5 năm 2019, Rodríguez được điền tên vào đội hình 23 cầu thủ của Argentina tham dự Copa América 2019.
Anh ghi bàn thắng quốc tế đầu tiên của mình trong trận đấu vòng bảng thứ hai của Argentina tại Copa América 2021 vào ngày 18 tháng 6 năm 2021 khi bàn thắng duy nhất trong chiến thắng 1–0 trước Uruguay. Anh giành chức vô địch Copa América đầu tiên cùng với đội tuyển quốc gia Argentina.
Vào ngày 11 tháng 11 năm 2022, Rodríguez được điền tên vào đội hình 26 cầu thủ của Argentina tham dự FIFA World Cup 2022. Anh giành chức vô địch World Cup cùng với đội tuyển quốc gia Argentina sau khi Argentina đánh bại Pháp trong loạt sút luân lưu trong trận chung kết.
Vào tháng 6 năm 2024, Rodríguez được điền tên vào đội hình 26 cầu thủ cuối cùng của Lionel Scaloni tham dự Copa América 2024. Anh giành chức vô địch Copa América thứ hai cùng với đội tuyển quốc gia Argentina sau khi Argentina đánh bại Colombia với tỷ số 1–0 trong trận chung kết.

## Thống kê sự nghiệp

### Câu lạc bộ
Tính đến 25 tháng 5 năm 2025
| Câu lạc bộ                | Mùa giải            | Giải vô địch               | Giải vô địch | Giải vô địch | Cúp quốc gia | Cúp quốc gia | Cúp Liên đoàn | Cúp Liên đoàn | Châu lục | Châu lục | Khác | Khác | Tổng cộng | Tổng cộng |
| Câu lạc bộ                | Mùa giải            | Hạng đấu                   | Trận         | Bàn          | Trận         | Bàn          | Trận          | Bàn           | Trận     | Bàn      | Trận | Bàn  | Trận      | Bàn       |
| ------------------------- | ------------------- | -------------------------- | ------------ | ------------ | ------------ | ------------ | ------------- | ------------- | -------- | -------- | ---- | ---- | --------- | --------- |
| River Plate               | 2014                | Argentine Primera División | 7            | 0            | 1            | 0            | —             | —             | —        | —        | —    | —    | 8         | 0         |
| River Plate               | 2015                | Argentine Primera División | 9            | 1            | 1            | 0            | —             | —             | —        | —        | —    | —    | 10        | 1         |
| River Plate               | Tổng cộng           | Tổng cộng                  | 16           | 1            | 2            | 0            | —             | —             | —        | —        | —    | —    | 18        | 1         |
| Defensa y Justicia (mượn) | 2016                | Argentine Primera División | 15           | 0            | 1            | 0            | —             | —             | —        | —        | —    | —    | 16        | 0         |
| Tijuana                   | 2016–17             | Liga MX                    | 39           | 5            | 3            | 0            | —             | —             | —        | —        | —    | —    | 42        | 5         |
| América                   | 2017–18             | Liga MX                    | 37           | 1            | 6            | 0            | —             | —             | 4        | 0        | 1    | 0    | 48        | 1         |
| América                   | 2018–19             | Liga MX                    | 44           | 8            | 7            | 0            | —             | —             | —        | —        | —    | —    | 51        | 8         |
| América                   | 2019–20             | Liga MX                    | 22           | 3            | –            | –            | —             | —             | 0        | 0        | 2    | 0    | 24        | 3         |
| América                   | Tổng cộng           | Tổng cộng                  | 103          | 12           | 13           | 0            | 0             | 0             | 4        | 0        | 3    | 0    | 123       | 12        |
| Real Betis                | 2019–20             | La Liga                    | 14           | 1            | 1            | 0            | —             | —             | —        | —        | —    | —    | 15        | 1         |
| Real Betis                | 2020–21             | La Liga                    | 35           | 1            | 3            | 1            | —             | —             | —        | —        | —    | —    | 38        | 2         |
| Real Betis                | 2021–22             | La Liga                    | 32           | 1            | 6            | 0            | —             | —             | 9        | 1        | —    | —    | 47        | 1         |
| Real Betis                | 2022–23             | La Liga                    | 34           | 1            | 2            | 0            | —             | —             | 7        | 1        | 1    | 0    | 44        | 2         |
| Real Betis                | 2023–24             | La Liga                    | 24           | 2            | 0            | 0            | —             | —             | 5        | 0        | —    | —    | 29        | 2         |
| Real Betis                | Tổng cộng           | Tổng cộng                  | 139          | 6            | 12           | 1            | 0             | 0             | 21       | 2        | 1    | 0    | 173       | 9         |
| West Ham United           | 2024–25             | Premier League             | 23           | 0            | 0            | 0            | 1             | 0             | –        | –        | –    | –    | 24        | 0         |
| Tổng cộng sự nghiệp       | Tổng cộng sự nghiệp | Tổng cộng sự nghiệp        | 335          | 24           | 31           | 1            | 1             | 0             | 25       | 2        | 4    | 0    | 396       | 27        |

1. ↑  Bao gồm Copa Argentina, Copa MX, Copa del Rey và FA Cup
2. ↑  Bao gồm EFL Cup
3. ↑  Ra sân tại CONCACAF Champions League
4. ↑  Ra sân tại Supercopa MX
5. ↑  Ra sân một lần tại Campeones Cup, ra sân một lần tại Leagues Cup
6. 1 2 3  Ra sân tại UEFA Europa League
7. ↑  Ra sân tại Supercopa de España

### Quốc tế
Tính đến 29 tháng 6 năm 2024
| Đội tuyển quốc gia | Năm       | Trận | Bàn |
| ------------------ | --------- | ---- | --- |
| Argentina          | 2017      | 1    | 0   |
| Argentina          | 2019      | 8    | 0   |
| Argentina          | 2020      | 1    | 0   |
| Argentina          | 2021      | 10   | 1   |
| Argentina          | 2022      | 7    | 0   |
| Argentina          | 2023      | 2    | 0   |
| Argentina          | 2024      | 1    | 0   |
| Tổng cộng          | Tổng cộng | 30   | 1   |

Tỷ số và kết quả liệt kê bàn thắng của Argentina được để trước, cột tỷ số cho biết tỷ số sau mỗi bàn thắng của Rodríguez.
| # | Ngày                | Địa điểm                                      | Đối thủ | Bàn thắng | Kết quả | Giải đấu                   |
| - | ------------------- | --------------------------------------------- | ------- | --------- | ------- | -------------------------- |
| 1 | 18 tháng 6 năm 2021 | Sân vận động Mané Garrincha, Brasília, Brasil | Uruguay | 1–0       | 1–0     | Copa América 2021 (Bảng A) |

## Danh hiệu

### Câu lạc bộ
River Plate
- Copa Sudamericana: 2014
- Copa Libertadores: 2015

América
- Liga MX: Apertura 2018
- Copa MX: Clausura 2019

Betis
- Copa del Rey: 2021–22[17]

### Đội tuyển quốc gia
Argentina
- FIFA World Cup: 2022[13]
- Copa América: 2021,[11] 2024
- CONMEBOL–UEFA Cup of Champions: 2022[18]

### Cá nhân
- Tiền vệ phòng ngự Liga MX xuất sắc nhất năm: 2016-17, 2018–19
- Quả bóng vàng Liga MX: 2018–19